# ستانلي جرين
ستانلي أوين جرين (22 فبراير 1915 - 4 ديسمبر 1993)، والذي يٌعرف بالرجل البروتيني المتكسب من خلال لوحة الإعلانات التي يحملها،فعلي إثر هذا،أصبح رمزًا مشهورًا في وسط لندن في النصف الأخير من القرن العشرين.
قام ستانلي بشق طريق أكسفورد الذي يقع في وست اند (لندن)لمدة خمسة وعشرين سنة، مبتدأ من عام 1968 إلي عام 1993 والذي يحمل لافتة تزكية تشير إلي الكلمة " حكمة بروتين "